# Козир Феодосій Сидорович
Козир Феодосій Сидорович, в деяких документах також Федосій (* 1 січня 1911, Імперія Всеросійська — † 2 листопада 1938, Барнаул, Алтайський край, РРФСР, СРСР) — (народно)російський і радянський педагог і комсомольський діяч (мало)російського, козацького, українського походження царської і радянської епох, алтайський, сибірський, російський і радянський вчитель, викладач і суспільний (комсомольський) діяч, нащадок представників «народу Гетьмана Богдана» сиріч старих українських або як в царські часи казали (мало)російських, (старо)руських козачих родів з села Нова Осота Чигиринського уїзду (поряд з Холодним Яром), в 1930-ті роки взяв участь в створенні системи середньої і вищої освіти на Алтаї.
Чоловік С.А.Невірівської, в подальшому київської і української педагогині і, одночасно (неофіційно) філософині у сфері історії 20 ст., яка чудом пережила сталінські репресії, згодом брала участь у дослідженнях поховань в Дарницькому концтаборі і Биківні, викладала у школах Нового Києва в 1950х-1960х, у колі рідних і близьких дуже мало згадуючи про пережите у страшні 1930ті.
Працював директором школи, заступником директора Барнаульського педінституту, був членом горкому партії і пленуму обкому. Арештований 5 грудня 1937 року, помер (розстріляний) у тюрмі, його ім'я, так само як і імена багатьох інших репресованих у 1930-ті роки викладачів і працівників вищої школи на Алтаї на довгі роки було незаслужено забуто.
Молодший брат Михайла Сидоровича Козиря (1894—1930), анархокомуніста Алтайської губернії, одного з організаторів і керівників Робітничо-Селянської Армії Алтаю (під керівництвом Юхима Мамонтова), репресованого і розстріляного в 1930 році. Обоє — діти сім'ї переселенців з села Нова Осота Чигиринського повіту Київської губернії Російської імперії, населеного пункту, який дав Україні щонайменше двох повстанських отаманів Холодного Яру, їхніх земляків, а можливо і далеких родичів. Представники козацько-християнського роду Козирів згадуються у регіоні з часів Гетьманщини. Прізвище Козир фігурує у реєстрах Війська Запорізького часів Хмельниччини 1648 року.

## Життєпис
На даний момент точно не відомо на честь якого з угодників Божих Феодосіїв був названий при хрещенні своїми батьками, переселенцями з Чигиринщини. Швидше за все на честь Феодосія Печерника або Феодосія Священника.
Народився в м. Семипалатинськ (сучасний Семей) або його околицях, батьки, переселенці з села Нова Осота Чигиринського повіту Київської губернії загинули під час громадянської війни 1917-1920-х рр. Сам Феодосій так само як його брати і сестри, виховувались у дитячих будинках у 1920х-1930х рр. За родинними спогадами вдома у родині любили співати українські народні пісні.
У 1931 році закінчив Зміїногорський педтехнікум.
У 1934 році став студентом історичного факультету в Барнаульському учительському інституті (нині Алтайський державний педагогічний університет), секретарем ВЛКСМ інституту.
У 1936 році працював помічником директора вишу по адміністративно-господарській частині.
У 1934-1936 рр. одружився з Невірівською Софією Алоїзівною (1911—2004), яка під час його арешту працювала вчителькою історії 5-7 класів в школі Центрального району м. Барнаул, а в 1950-х рр. потрапила на Україну, де все життя працювала вчителькою історії у школах Дарницького району міста Києва. Після його арешту жінка залишилась вагітною з трирічною дитиною на руках і як жінка «ворога народу» була звільнена з роботи і залишилась практично без засобів до існування.
За деякими даними, репресований у зв'язку з тим, що серед його родичів були учасники Народної Повстанської Армії на Алтаї у 1917—1920 рр., можливо його далеким родичем є Козир Михайло Сидорович, один з командирів цієї армії.
З Книги Пам'яті Алтайського краю: 
| Козир Федосій Сидорович. Народився в 1911 р., м. Семипалатинськ; руський; Вчитель школи № 41. Проживав: м. Барнаул. Заарештовано 3 грудня 1937. Засуджений: Військова Колегія Верховного Суду СРСР 2 липня 1938 р., ОБВ.: За ст. 58-8, 11. Вирок: ВМН. Розстріляно 2 листопада 1938 р. місце поховання — м. Барнаул. Реабілітований 6 жовтня 1956 Верховним судом СРСР справу припинено за відсутністю складу злочину. |